# AAKM-Cemevi

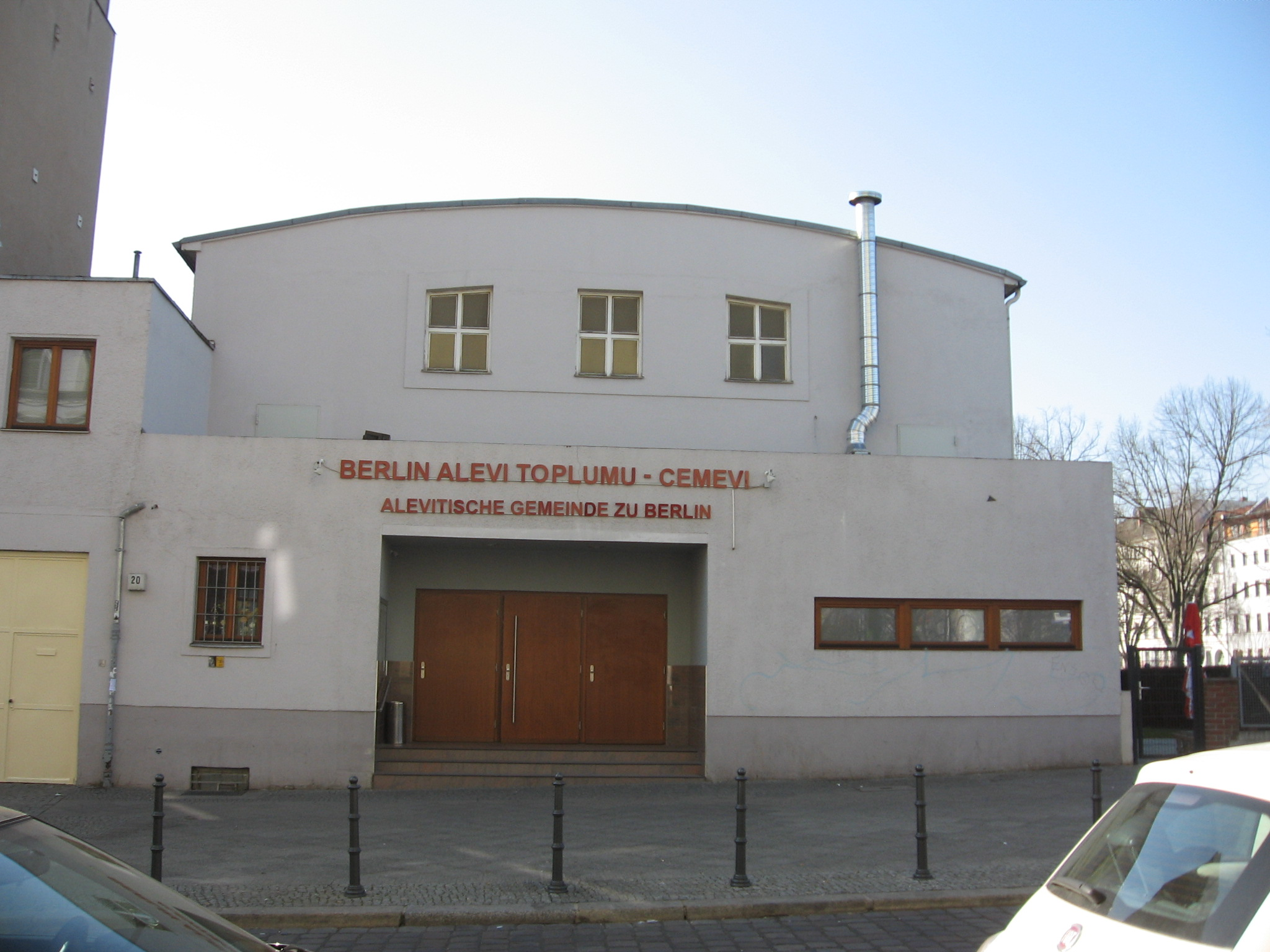
AAKM-Cemevi in der Waldemarstraße in Berlin-Kreuzberg

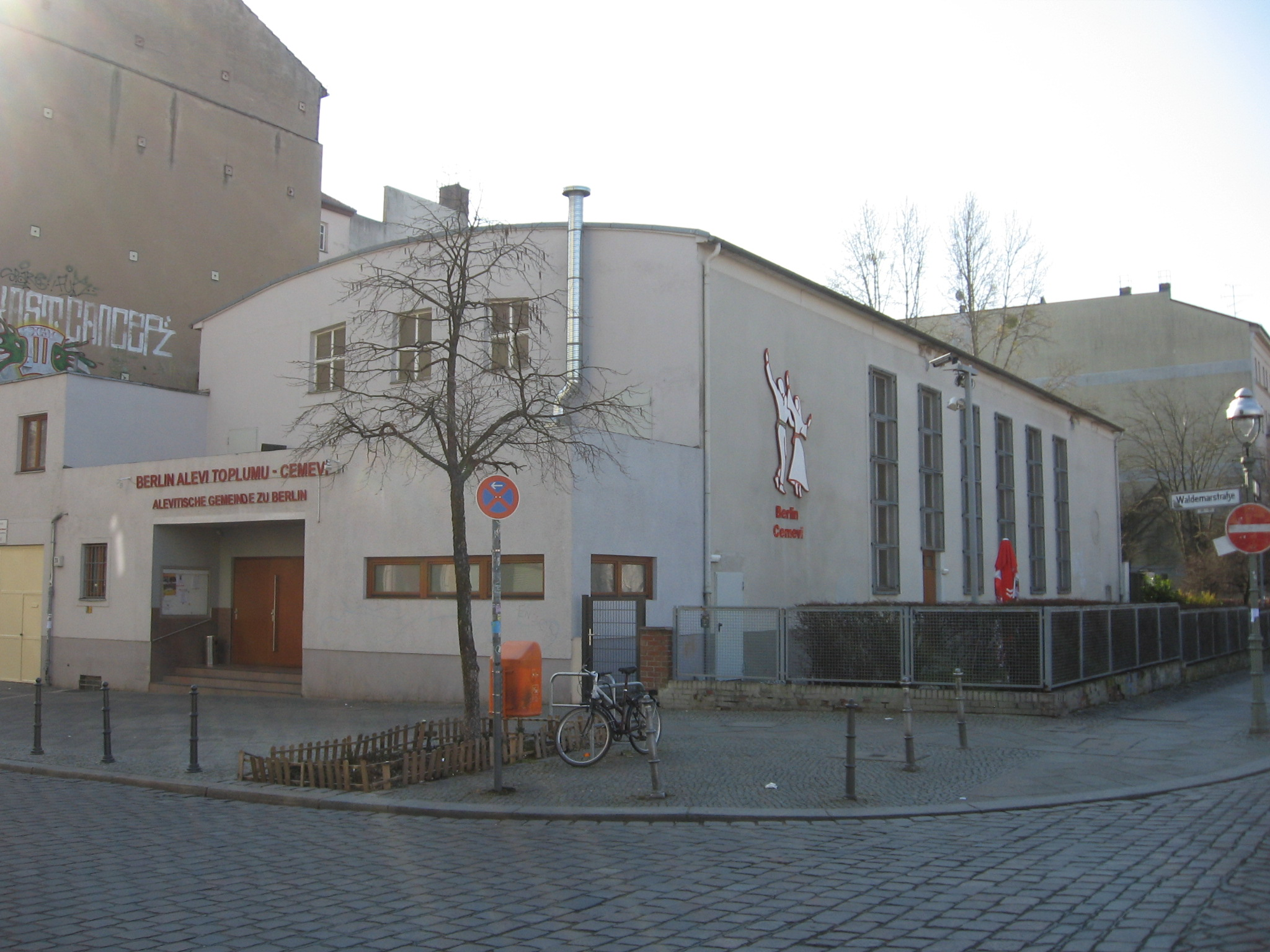
AAKM-Cemevi

Das Berlin Alevi Toplumu – Cemevi (Alevitische Gemeinde zu Berlin e.V.) ist ein alevitisches Gebetshaus und Gemeindezentrum in Berlin und Mitglied im Dachverband „Almanya Alevi Birlikleri Federasyonn“ (Alevitische Gemeinde Deutschlands) betrieben.

## Allgemeine Informationen
Das neue Gemeindehaus wurde am 6. November 1999 durch Otto Schily eröffnet und ist neben sechsundsiebzig Moscheen in der Hauptstadt immer noch das einzige Gotteshaus der in der Türkei offiziell nicht anerkannten Aleviten. In Deutschland leben ca. 800.000 Aleviten. Dem Cemevi gehören 3.000 Mitglieder an.

## Gebäude
Das Cemevi war ursprünglich eine Neuapostolische Kirche. Das an der Waldemarstraße in Berlin-Kreuzberg befindliche Gebäude gehört seit den 2000er Jahren dem alevitischen Kulturverein.

## Bedeutung
Der Berliner Politiker Özcan Mutlu äußerte sich bei seiner Eröffnungsrede über die Bedeutung des AAKM-Cem-Hauses in Berlin:
„Die Errichtung eines Cem-Hauses in der Bundeshauptstadt hat deshalb einen hohen Stellenwert, weil nach jahrzehntelanger Assimilationspolitik in den Herkunftsländern, die Aleviten in Europa und Deutschland die Möglichkeit bekamen, sich zu ihrem Glauben und ihrer Herkunft zu bekennen, und sich zu artikulieren. Die freiheitlich demokratische Grundordnung, erlaubt es, den Glauben zu erfahren, zu leben und zu pflegen. Wir finden heute eine alevitische Gemeinschaft vor, die auf der einen Seite einen Existenzkampf führt und auf der anderen Seite einen Selbsfindungsprozeß durchlebt. In diesen Zeiten kommt den Cem-Häusern eine große Bedeutung zu. Sie fungieren als Orte der Emanzipation und Öffnung zugleich. Sie fördern die Integration und tragen zu einem Miteinander der Kulturen bei.“

## Einzelbelege
1. ↑  Aleviten: Wie muslimisch ist die Türkei? (Seite nicht mehr abrufbar, festgestellt im August 2019. Suche in Webarchiven), Qantara am 5. Januar 2005
2. ↑  Rede anläßlich der Eröffnung des Cem-Evi in Berlin (Memento vom 4. August 2012 im Webarchiv archive.today), 6. November 1999